# 贡纳尔·阿斯普隆德

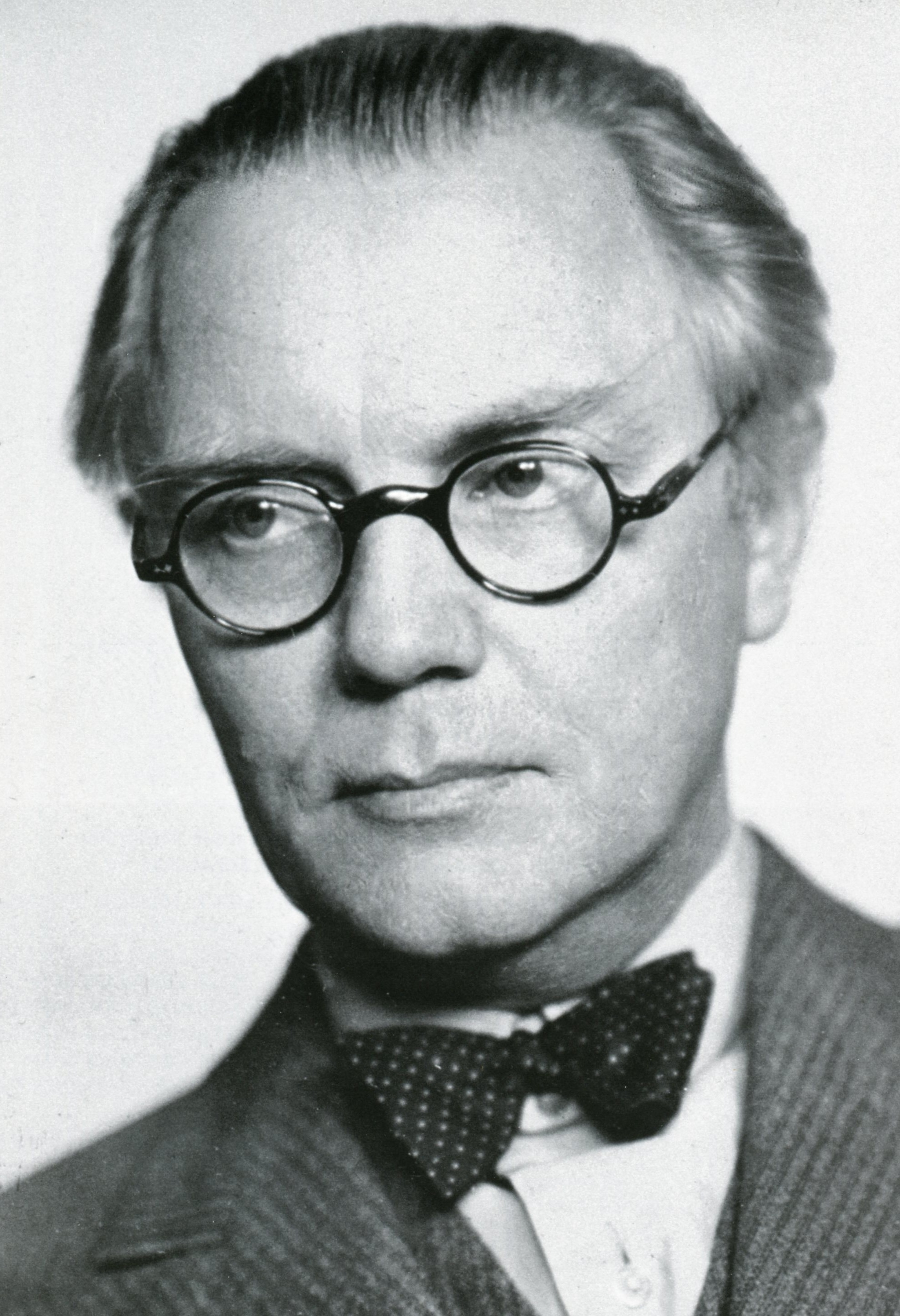
1940年时的阿斯普隆德

埃里克·贡纳尔·阿斯普隆德（瑞典語：Erik Gunnar Asplund，1885年9月22日—1940年10月20日），是一位瑞典建筑师。他是20世纪20年代北欧古典主义建筑的一位重要的代表人物，在20世纪30年代，他成为瑞典现代主义建筑风格的主要支持者。

## 生平

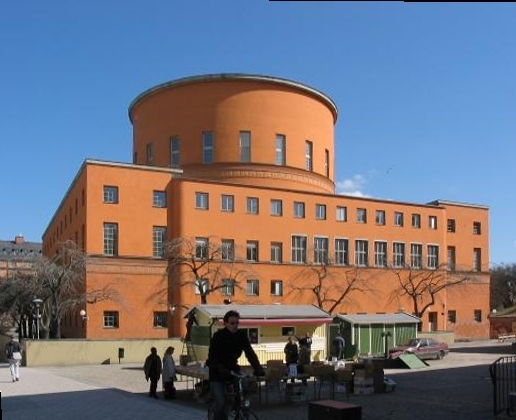
斯德哥尔摩市立图书馆

在1930年举办的斯德哥尔摩博览会上，瑞典的现代主义运动取得了突破性的进展。阿斯普隆德自1931年起，在瑞典皇家工学院担任建筑学教授。他的上任演讲《我们关于空间的建构概念》相当著名，后来被出版成书。
阿斯普隆德最重要的作品包括斯德哥尔摩公共图书馆（1924 - 1928），这个图书馆被认为是北欧古典主义（又被称为瑞典优雅运动）的原型案例。芬兰建筑大师阿尔瓦·阿尔托在1927年参加维堡图书馆设计竞赛时，所提交的方案深受阿斯普隆德设计的斯德哥尔摩公共图书馆的影响，并且阿尔托把阿斯普隆德称为自己的导师。
阿斯普隆德的另一重要作品是哥德堡法院扩建，他从1913年开始参加这个方案的竞赛，中间屡经修改，一直到1937年建筑竣工。这一过程反映了阿斯普隆德从新古典主义向功能主义建筑的转变。这一时期，有许多欧洲建筑师都在向现代主义转变，如埃瑞許·孟德爾松。
阿斯普隆德与建筑师西格德·莱韦伦兹合作设计了林地公墓，这一公墓建于1914 - 1940年，后来成为联合国认定的世界遗产。他们两人也是1930年斯德哥尔摩博览会临时建筑的主要建筑师。虽然是临时性的，博览会入口展馆的现代主义风格和暴露的玻璃和钢结构，在国际上产生了影响。事实上，在博览会结束之前，这个入口展馆已经对在芬兰图尔库举行的一个小规模的展览会建筑产生了影响，后者的建筑师阿尔瓦·阿尔托和埃里克·布吕格曼曾专程到斯德哥尔摩考察博览会建筑的施工过程。
阿斯普隆德被认为可能是瑞典最重要的现代主义建筑师，他对后来的瑞典和北欧的建筑师都产生了重要的影响。

## 著作
《我们关于空间的建构概念》（Our architectonic concept of space）是阿斯普隆德于1931年在斯德哥尔摩的皇家工学院被任命为建筑学教授的仪式上所作的演讲。阿斯普隆德后来发表了其中的理论文字。这个演讲后来被认为非常重要，它表明了阿斯普隆德以及和他同时代的建筑师们对当时建筑界存在问题的态度。这个演讲的背景基于当时一本广泛传播的共有二卷的著作，即德国哲学家奧斯瓦爾德·斯賓格勒的《西方的没落》（The decline of the West， 1918 和 1922）。